# 西パプア州
西パプア州（にしパプアしゅう、インドネシア語: Papua Barat）は、インドネシアの州。州都、最大都市はマノクワリである。同州はニューギニア島の最西端のドベライ半島（別名バードヘッド半島）南部に位置する。南にはセラム海が広がっている。また北では南西パプア州に、西ではマルク州に、東はチェンデラワシ湾に接している。東南で中部パプア州と州境を接する。人口は2020年時点で約54万人でインドネシアの中で非常に人口の少ない州である。

## 歴史
- 2003年2月にパプア州から西部地域が分離することで成立した。この分離は多くの問題を残している。ジャカルタの中央政府・移民は効率的な資源管理と公平な利益分配のために分離を支持した。しかし、パプア州全体では、パプア独立派を押さえるために発行されたパプア州特別自治法が脅かされると考え、分離に反対する人が多かった。

- 2004年11月、インドネシア法廷は「西パプア州分離はパプア州特別自治法違反」との見解を出したが、すでに州の分離が行われていることから、まだ分離が行われていなかった中部イリアンジャヤ州の設置を禁じるのみに留まった。

- 2007年2月7日、西イリアン・ジャヤ州 (Irian Jaya Barat) から西パプア州に改名した。

- 2010年10月上旬、トゥルク・ウォンダマ県に集中豪雨があり、洪水や土砂災害が発生。100人以上の死者を出し、5,000人以上が避難する規模となった[2]。

- 2022年12月9日、一部が分離して南西パプア州となった[3]。

## 行政区分
西パプア州は7の県に分けられている。2022年に1市5県が南西パプア州として分離した。
- ファク・ファク県 Fak-fak - (ファクファク: Fak-fak)
- カイマナ県 Kaimana - (カイマナ: Kaimana)
- マノクワリ県 Manokwari - (マノクワリ: Manokwari)
- 南マノクワリ県 Manokwari Selatan - (ランシキ: Ransiki)
- プグヌンガン・アルファク県 Pegunungan Arfak - (アンギ: Anggi)
- トゥルク・ビントゥニ県 Teluk Bintuni - (ビントゥニ: Bintuni)
- トゥルク・ウォンダマ県 Teluk Wondama - (ラシウイ: Rasiei)